# 誘惑のアフロディーテ
『誘惑のアフロディーテ』（ゆうわくのアフロディーテ、Mighty Aphrodite）は1995年製作のアメリカ映画である。ウディ・アレン監督・脚本のコメディ。
この作品でミラ・ソルヴィノがアカデミー助演女優賞を受賞した。

## あらすじ
レニーとアマンダの中年夫婦は養子を取るが、その子マックスは大変出来が良く、自慢の息子に育ってゆく。レニーは、この子の実の親も素晴らしいに違いないと思い込み、母親のリンダを探し当てるが、彼女は娼婦でありポルノ女優だった。

## キャスト
- レニー・ワインリブ - ウディ・アレン
- アマンダ・スローン・ワインリブ - ヘレナ・ボナム＝カーター
- リンダ・アッシュ - ミラ・ソルヴィノ
- ケヴィン - マイケル・ラパポート
- ジェリー・ベンダー - ピーター・ウェラー
- アマンダの母親 - クレア・ブルーム
- コロス（合唱隊）リーダー - F・マーリー・エイブラハム
- ジョカスタ - オリンピア・デュカキス
- ライオス - デヴィッド・オグデン・スティアーズ
- テイレシアス - ジャック・ウォーデン
- カサンドラ - ダニエル・ファーランド